# ابن التين
عبد الواحد بن التين الصفاقسي (ت. 611 هـ) أحد علماء الحديث والفقه المالكي في القرن السادس الهجري، اشتهر بشرحه لصحيح البخاري بعنوان المخبر الفصيح في شرح البخاري الصحيح.
وُلد في صفاقس، وكان من أوائل من شرحوا البخاري في الغرب الإسلامي قبل شراح المشرق مثل ابن حجر العسقلاني وبدر الدين العيني وشهاب الدين القسطلاني. توفي في صفاقس سنة 611 هـ وقبره بها معروف.
تميز ابن التين بأسلوبه الفقهي والحديثي في شرحه، حيث اهتم بتوضيح الروايات المختلفة والتوفيق بينها، كما شرح تراجم الأبواب وربطها بالأحاديث. في الجانب الفقهي، نقل إجماع الفقهاء وآراء الصحابة والتابعين، وكثيرا ما ينقل عن المدونة. يعتبر شرحه للبخاري مصدرًا مهمًا، ونقل عنه العديد من العلماء لاحقًا، ولكنه لم يحظَ بشهرة واسعة مثل بعض الشروح الأخرى، وربما يعود ذلك إلى ندرة النسخ المطبوعة أو المخطوطة المتاحة منه. نقل عنه ابن حجر العسقلاني كثيرا ً في فتح الباري يزيد على تسعمائة موضع. وكذلك نقل عنه الزركشي في التنقيح. وكان الحافظ الرحالة محمد بن رشيد الفهري السبتي يعتمد في شرح كلام البخاري على شرح ابن التين لأجل حضور البربر في مجلسه ومعتمدهم المدونة، كما اعتمده في شرحه للبخاري الذي سماه إفادة النصيح في شرح البخاري الصحيح.